# Almoster
Almoster es un municipio de Cataluña, España, perteneciente a la provincia de Tarragona en la comarca del Bajo Campo. Según datos de 2017 su población era de 1361 habitantes. Se habla el castellano y el catalán, ambas lenguas oficiales.

## Geografía
Está situado en el sur de Cataluña y norte de Tarragona. Su situación en el país se encuentra en el nordeste de España.
Está situado a 5/6 km de Reus, 19 km de Tarragona, 110 km de Barcelona, 202 km de Huesca y 209 km de Girona.
Su término está accidentado en el norte por montañas que son un contrafuerte de las montañas de Prades. Todo el término pertenece a la cordillera Prelitoral. El punto más elevado del núcleo urbano es de 320 m de altitud, la iglesia parroquial de San Miguel, se halla a una altitud en la parte más baja del término que es de unos 290 m sobre el nivel del mar, mientras que el punto más elevado del municipio se halla a 700 m de altitud, en la ladera sur del Puig d'en Cama, cerro que domina el paisaje de la zona (más de 100km) y cuyo vértice a 717 m de altitud se encuentra situado en el vecino término municipal de La Selva del Campo.

### Clima
Su clima es mediterráneo seco, con escasas precipitaciones en verano y precipitaciones ocasionalmente fuertes en primavera y otoño. El mes más seco es el de julio, con una precipitación media de apenas 15 mm, y el más lluvioso suele ser septiembre, con una media de unos 75 mm. La media anual de precipitación supera los 850 mm. La parte más montañosa del municipio tiene un clima mediterráneo continentalizado y algo más lluvioso ya que hay un pequeño contraste térmico con la parte más al sur y de menor elevación. La temperatura media del mes más cálido, agosto, es de unos 24º y la del mes más frío, enero, es de unos -4 - 0º.
El viento dominante en la zona es el de noroeste (mestral), y suele soplar con mucha fuerza favorecido por la orografía de la zona, que presenta justamente el mayor desnivel en la dirección NW-SE.

## Historia
En 1164, en el acta de población de La Selva del Campo, aparece citado el torrente de Mosterio. En 1204 aparece loco vocato Mosterium mientras que el topónimo Almoster no figura en ningún documento antes de 1582. Se cree que el origen del nombre está en el término árabe al Munastir que significa "convento fronterizo".
Durante la Edad Media el pueblo estuvo amurallado aunque no quedan restos de estas murallas. Tuvo una importante colonia judía. Desde 1547 formó parte de la Comuna del Campo que reunía a diversos municipios del Campo de Tarragona.
El municipio se posicionó en favor del archiduque Carlos en 1710. El guerrillero Carrasclet actuó con fuerza en la zona, asaltando y matando a numerosas tropas castellanas. 
En 1854 el término municipal se amplió con tierras que antes pertenecían a Albiol. En 1850 se acordó unir el ayuntamiento con el de Reus, acuerdo que no llegó a formalizarse.

## Símbolos
A principios de 2009, el escudo de este municipio no ha sido normalizado ni oficializado por la Generalidad de Cataluña. 
Tradicionalmente utiliza un sello, de forma ovalada y color rojo, que muestra una inscripción y una cruz doradas y una ilustración confusa en su parte inferior.

## Geografía humana

### Demografía
Cuenta con una población de 1338 habitantes (INE 2024).
| Gráfica de evolución demográfica de Almoster entre 1842 y 2021                                                        |
| |
| Población de derecho según los censos de población del INE. Población de hecho según los censos de población del INE. |

| 1497 | 1515 | 1553 | 1717 | 1787 | 1857 | 1877 | 1887 | 1900 |
| ---- | ---- | ---- | ---- | ---- | ---- | ---- | ---- | ---- |
| 12   | 18   | 24   | 286  | 524  | 516  | 529  | 453  | 455  |

| 1910 | 1920 | 1930 | 1940 | 1950 | 1960 | 1970 | 1981 | 1990 |
| ---- | ---- | ---- | ---- | ---- | ---- | ---- | ---- | ---- |
| 402  | 353  | 354  | 355  | 291  | 363  | 415  | 371  | 406  |

| 1992 | 1994 | 1996 | 1998 | 2000 | 2002 | 2004 | 2006 | — |
| ---- | ---- | ---- | ---- | ---- | ---- | ---- | ---- | - |
| 481  | 586  | 679  | 716  | 823  | 927  | 1050 | 1241 | — |

### Economía
La principal actividad económica del municipio es la agricultura. Los principales cultivos son avellanos, olivos y algarrobos.

## Cultura
La iglesia parroquial está dedicada a San Miguel y fue construida en 1704 en un estilo simple. No quedan a penas restos de la ornamentación original ya que fue destruida en 1936; uno de los objetos que se perdieron fue el altar dedicado a san Pedro, obra del escultor Baltasar Bonifaç. Únicamente se conserva un relieve barroco dedicado a San Isidro.
El pueblo conserva aún diversas casas con dovelas. La de Cal Llombart tiene unos balcones de estilo renacentistas mientras que la de Cal Víctor recuerda a una masía.
Almoster celebra su fiesta mayor el 30 de julio, día de los santos Abdón y Senén. La segunda fiesta mayor tiene lugar 29 de septiembre, día de San Miguel. El primer domingo de diciembre se celebra la festa de l'oli (fiesta del aceite), con degustación de la primera prensada del excelente aceite de la zona, de la denominación de origen "Siurana".